# Konstrukční soustava T06B
Konstrukční soustava T06B je jedna z mnoha konstrukčních soustav panelových domů v České republice. Jedná se o nejrozšířenější konstrukční soustavu v ČR, vyskytuje se skoro v každém městě.

## Vývoj soustavy

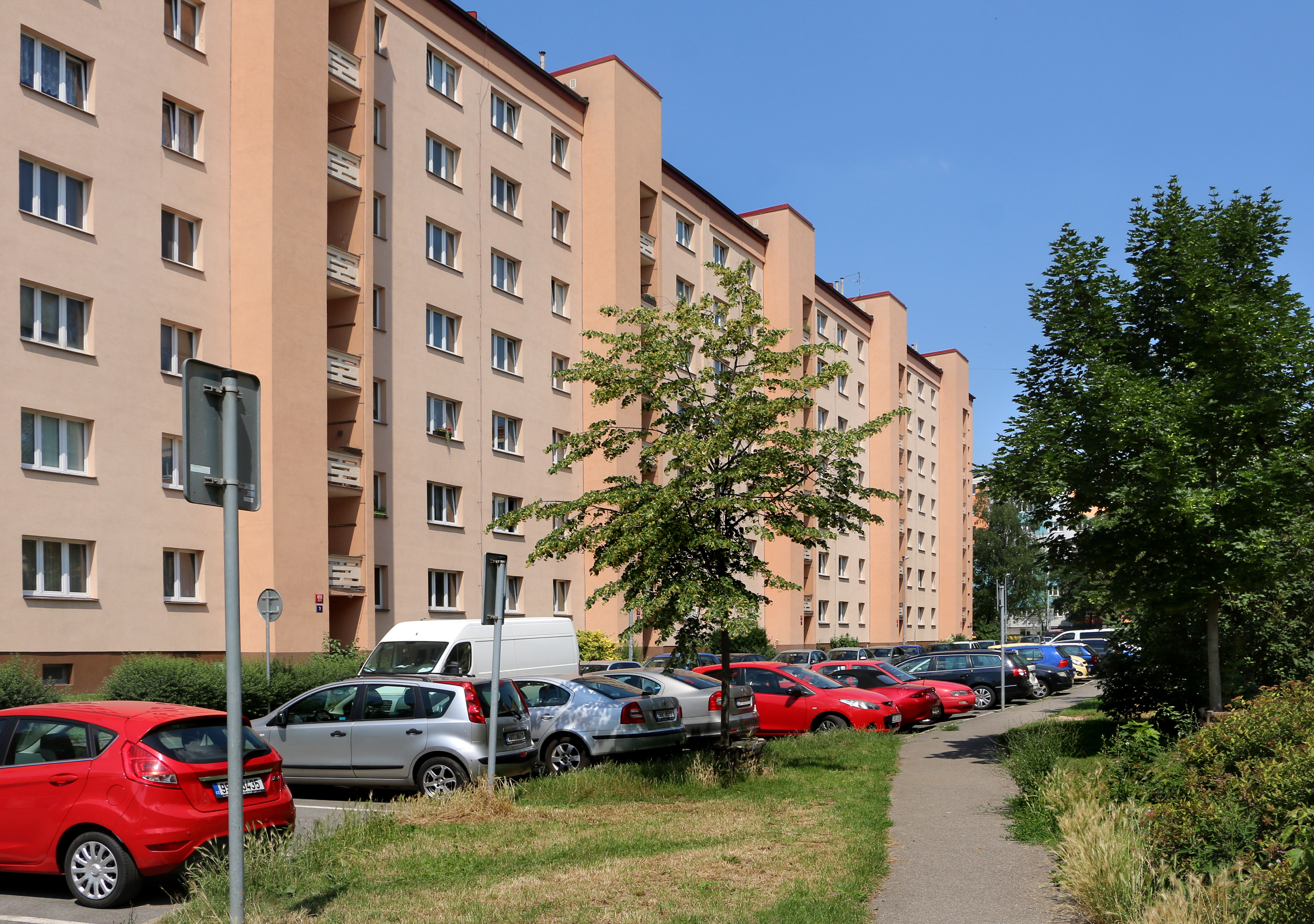
Konstrukční soustava G57, předchůdce soustavy T06B

Předchůdcem této soustavy je stavební soustava G57, který se začala stavět v roce 1957. Stejně jako soustava T06B má i G57 celostátní platnost
Z důvodu vytíženosti paneláren v Česku byl u této konstrukční soustavy nastaven jednotný rozpon 3,6m. Z počátku se stanovila tloušťka stropních panelů na 120 mm ale později se přešlo na 140 či 150 mm.

## Charakteristické prvky
Panelové domy T06B se většinou stavěly s tímto počtem podlaží: 4,5, 6, 8,12, 13 nebo 15 podlaží. Stavěly se řadové, koncové, věžové a bodové i chodbové typy sekcí.

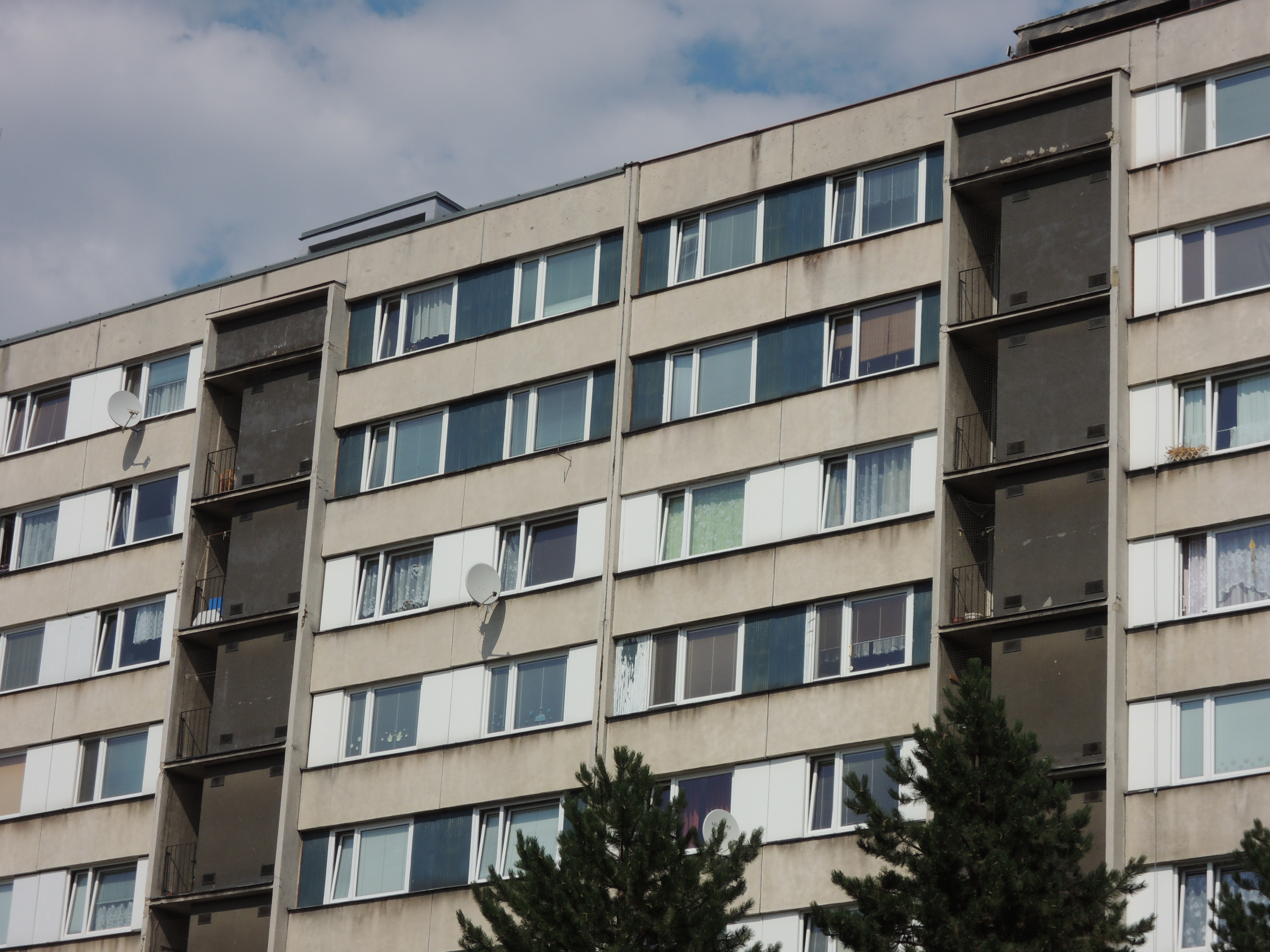
Příklad vodorovných pásů.

Chodbový sloupec je často osazen zapuštěnými lodžiemi. Byty mají většinou zavěšené balkóny. Fasáda bývá členěna do vodorovných pásů ta je tvořena meziokenními pilířky.
Zeď balkonu či lodžie je vyplněna blíže ke kraji domu balkonovými dveřmi a blíže ke středu domu jedním oknem. 

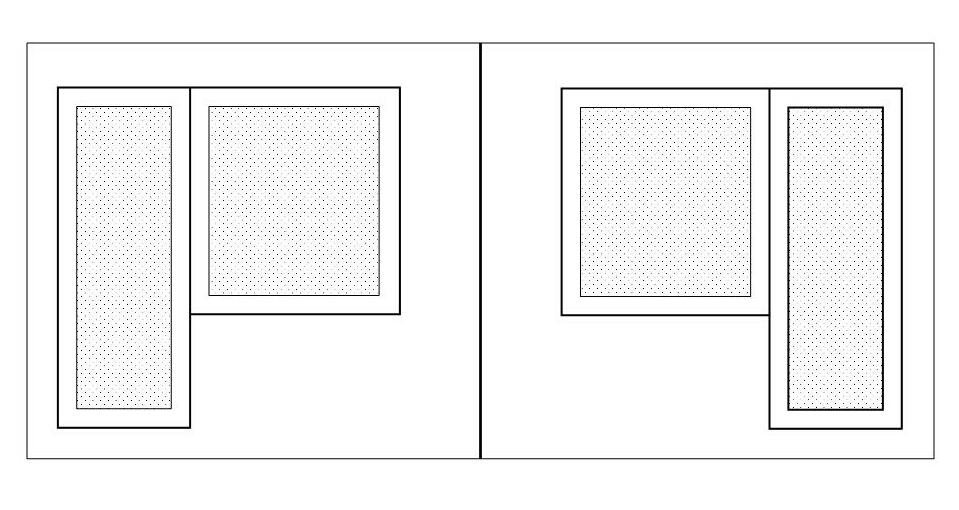
Běžné umístění okna a dveří na lodžii či balkonu. Na obrázku jsou dvě sousední lodžie.

## Regionální varianty
- Jihočeská – T06B-JČ
- Jihomoravská – T06B-KDU
- Severomoravské – T06B-OL, OS, BTS
- Východočeská – T06B-E
- Severočeské – T06B-BU, KV
- Západočeské – T06B-BU, KV, PL
- Středočeské – T06B-KV, SČ
- Pražská[2]

### Jihočeská varianta – T06B-JČ

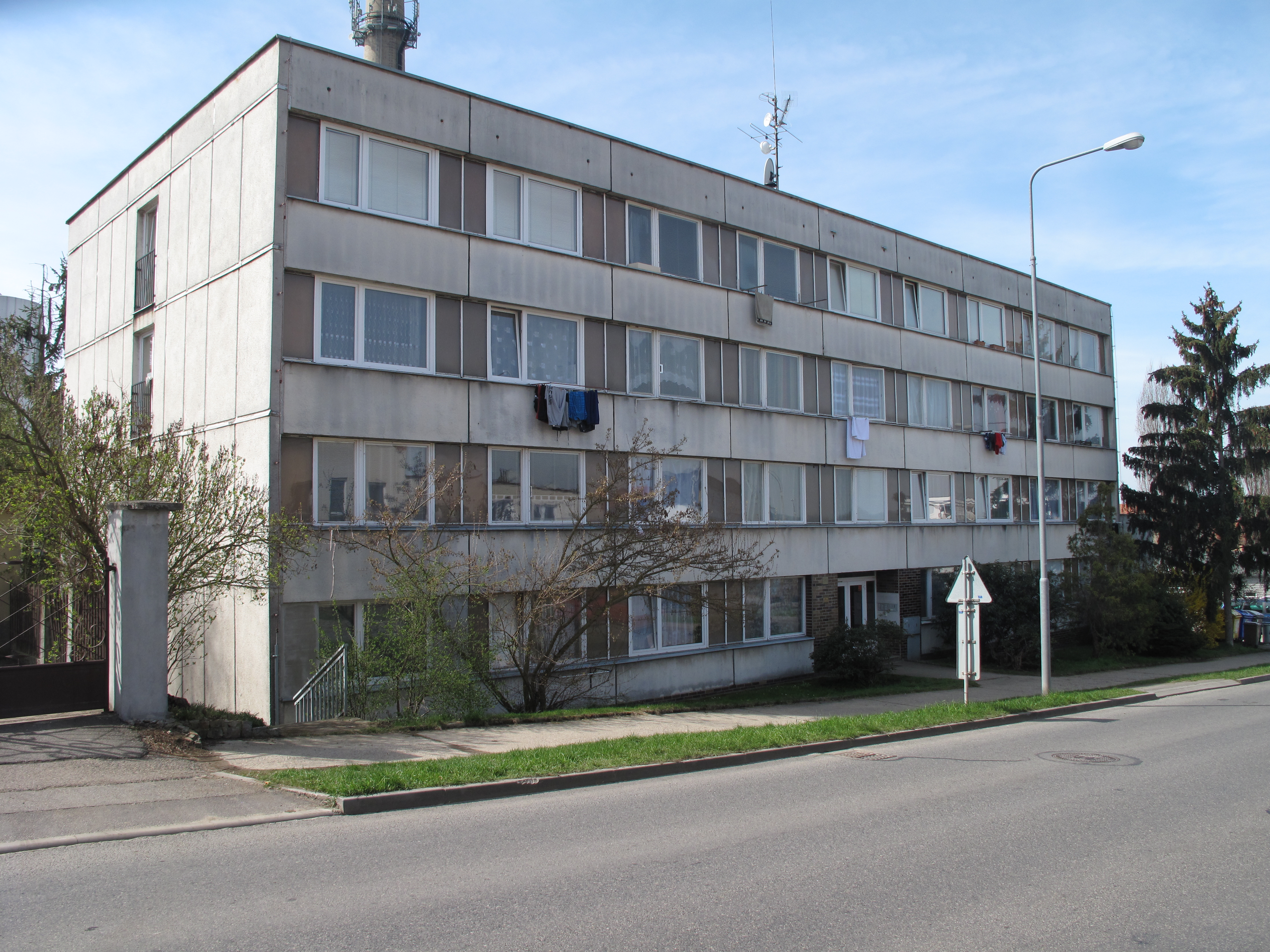
T06B-JČ v Písku v ulici Za Pazdernou 4

Jihočeská varianta se začala stavět ze všech regionálních variant jako první a to v Českých Budějovicích již v roce 1962. Tento typ je možné vidět v celém Jihočeském kraji a také ve městech Pelhřimov či Humpolec. V této variantě se vyskytují zavěšené ocelové balkony. Chodbová okna tvoří souvislou stěnu skrz všechna podlaží.

#### T06B-JČ R73
Jedná se o úpravu varianty T06B-JČ z roku 1973. Hlavní změnou byla úprava na 1,2 metrů zapuštěné lodžie. Dále došlo k několika neviditelným změnám.

### Jihomoravská varianta – T06B-KDU
Tato varianta se začala stavět v polovině 60. let v Brně. V Brně tvoří významnou část zástavby, stavěla se ale také ve velké části Vysočiny, Zlínského kraje a na celém území Jihomoravského kraje. Specifikem této varianty jsou lodžie na chodbách, byty mají balkony.

### Olomoucká varianta – T06B-OL

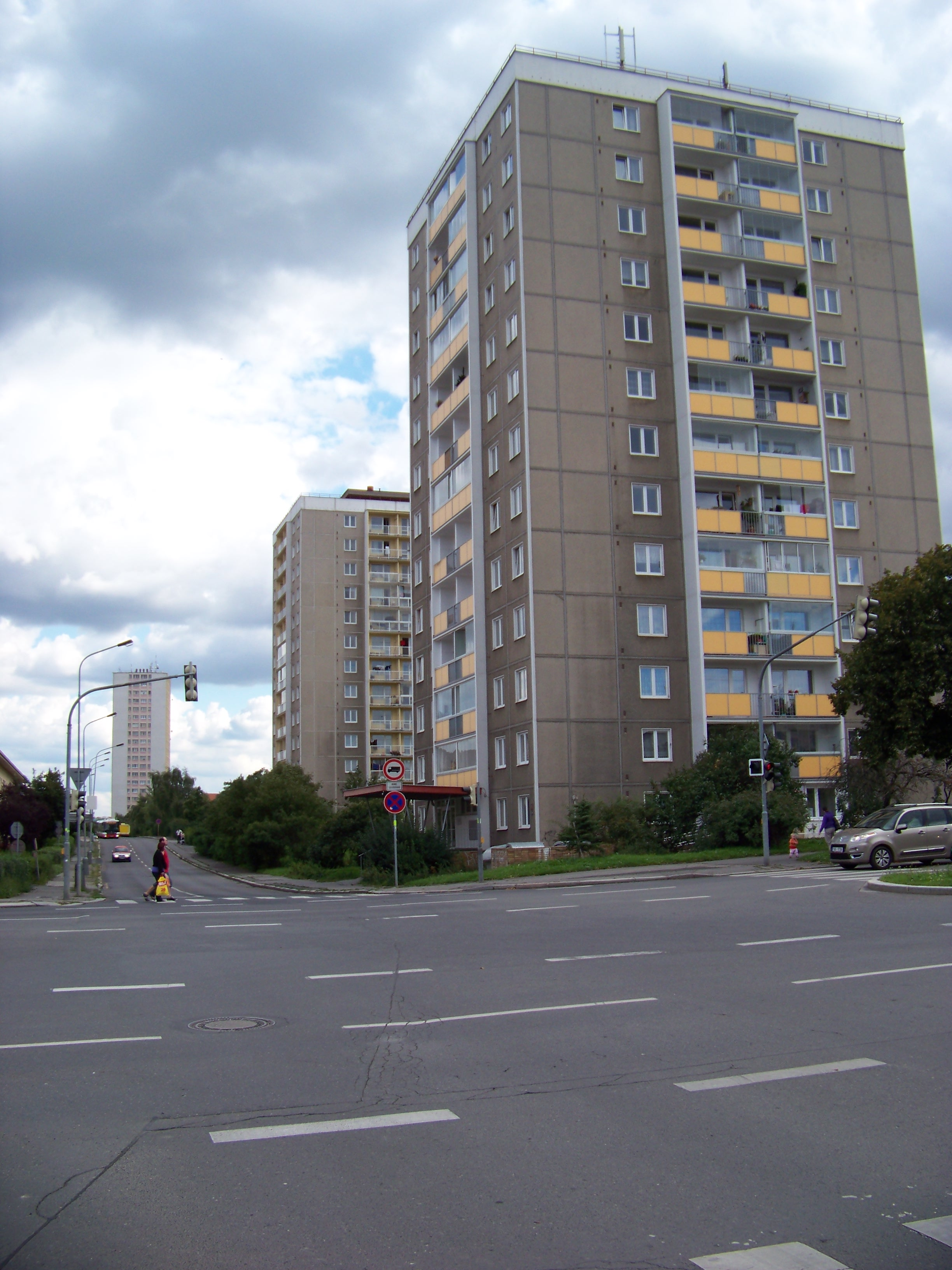
T06B-OL v pražských Malešicích

Olomoucká varianta se stavěla po celém území Olomouckého kraje s výjimkou jižní části kraje (Prostějov). Soustavu je též možno spatřit v městech jako Brnutál, Frýdek-Místek nebo Vsetín. Rozsáhlá výstavba je též v pražských Letňanech. Okna na průčelí jsou stejně velká. U bodových domů jsou okna u ložnic úzká.
Věžové domy mají čtvercový půdorys se sloupcem 2 lodžií po každé straně. Lodžie jsou u této varianty 1,2 m předsazené.

### Ostravské varianty

#### T06B-OS
Jedná se o variantu, která se vyskytuje pouze v Ostravě a Frýdku-Místku, výjimečný kus panelového domu můžeme najít v obci Bohutín.
Členění fasády je u této varianty velmi různé, vyskytují se zde okna různých výšek a délek. Stejně tak zde mohou vyskytovat jak lodžie tak balkony či balkonová okna na chodbách.
Jádra bývají zděná a WC je od koupeny většinou oddělené.

##### T06B-OS-R
Jedná se o racionalizovanou verzi T06B-OS, která již nemá tak nápaditou architekturu. Tato varianta byla stavěna v celém Moravskoslezském kraji a to od 80. let. Byla zde vylepšena tepelná izolace. Přešlo se zde také na otočná křídla oken. Typickým prvkem jsou spojená okna u dvou přilehlých místností. Tato varianta byla stavěna tak že každý dům měl chodbovou lodžii. V této variantě se už využívají umakartová jádra.

##### T06B-OS 70

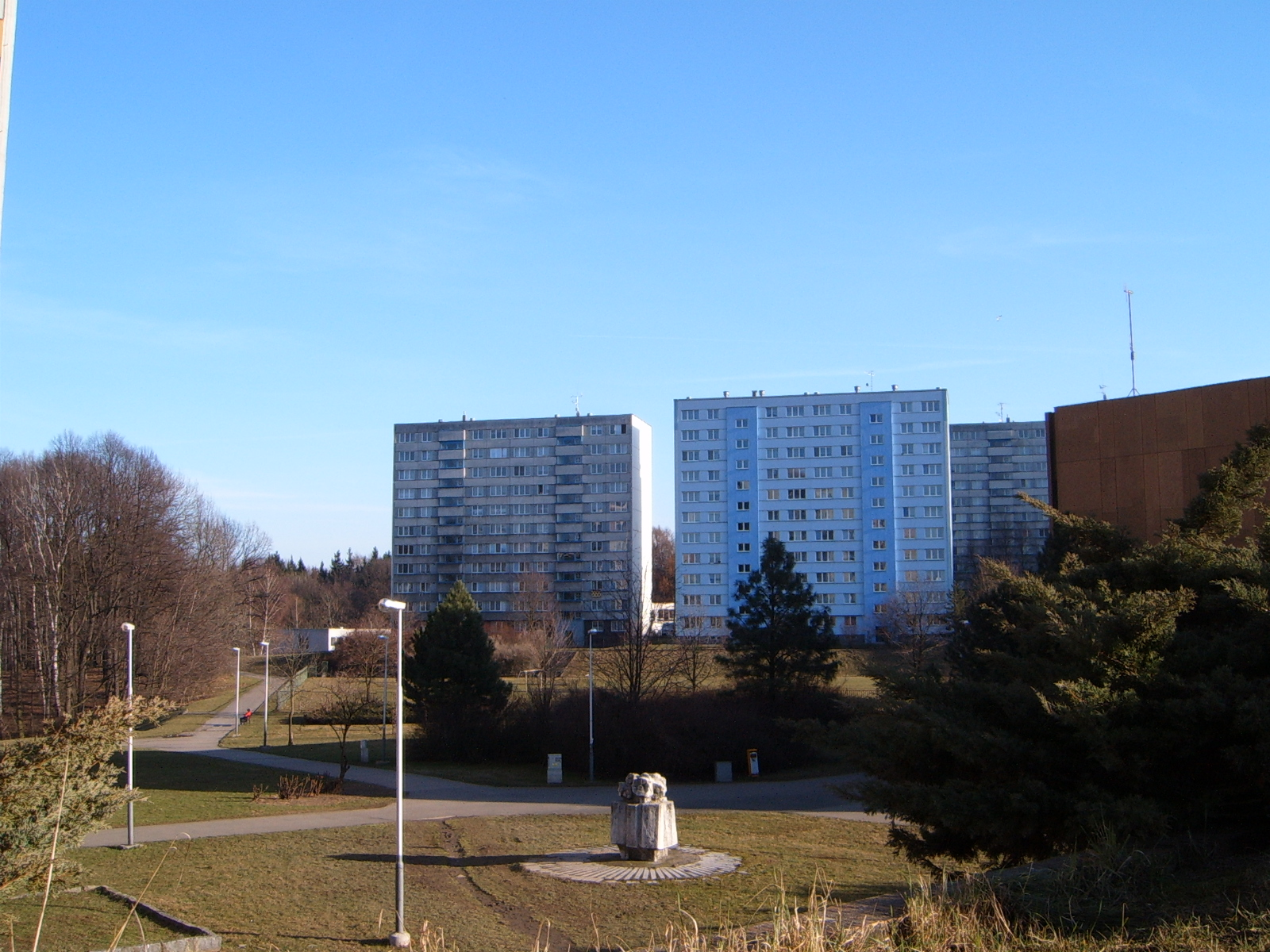
T06B-OS 70

Je varianta ze 70. let. Stavěla se nejvíce v Ostravě, několik kusů je však možné vidět i v Karviné či Havířově. Hlavním prvkem této soustavy je absence strojovny výtahu na střeše, ta je nezvykle umístěna v posledním patře domu, díky tomu mají byty v posledním patře jinou dispozici než byty níže. V této variantě se využívají otvíratelná okna a lodžie jsou zde umístěny nepravidelně. Požární schodiště je zde oddělené od chodby prosklenými dveřmi.

#### T06B-BTS

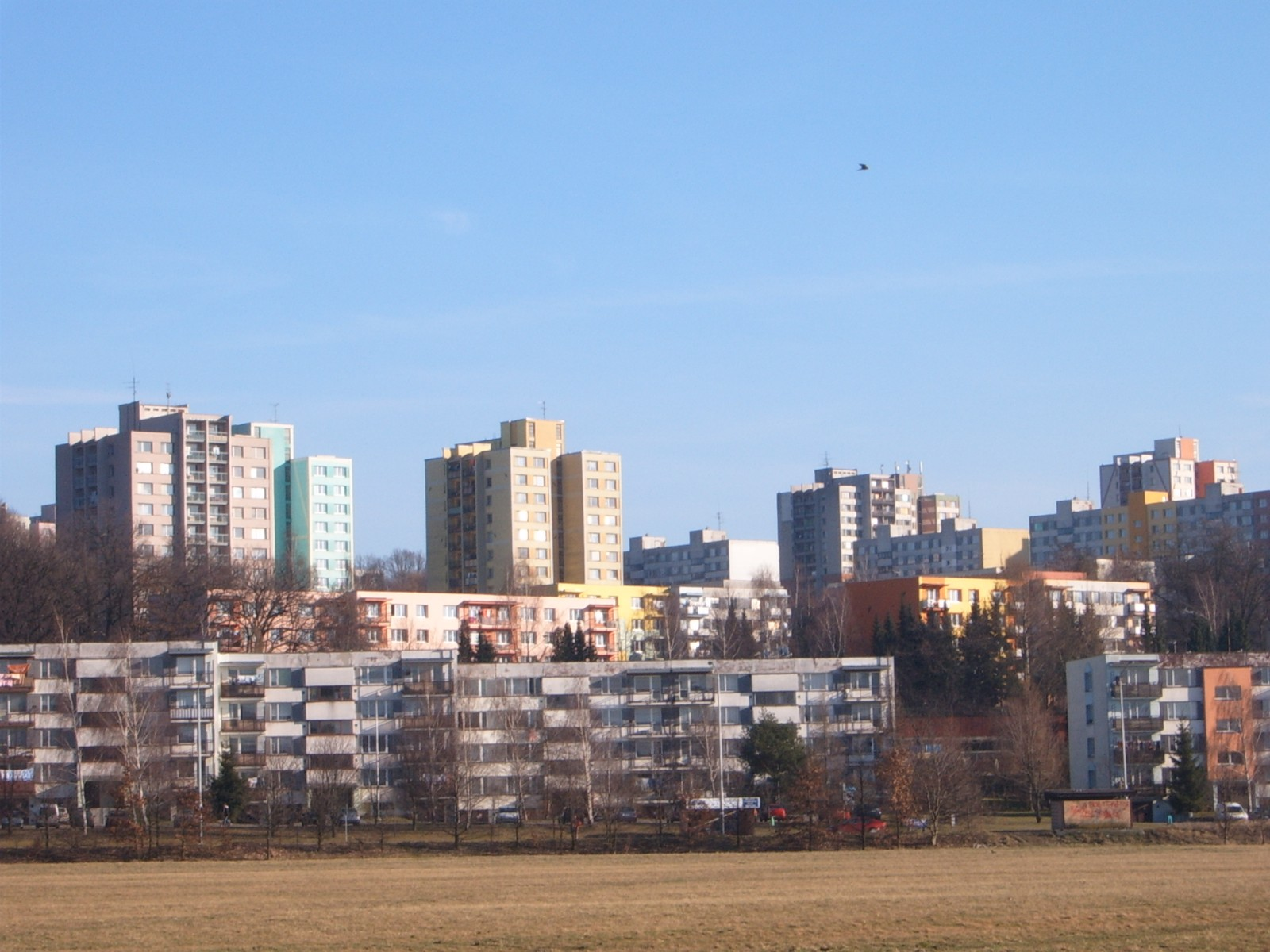
T06B-BTS v ostravských Výškovicích

Jedná se o stavební variantu ze 70. a 80. let, výtahová šachta je umístěna na střeše, lodžie nebo u nižších zástaveb balkony jsou umístěné pravidelně. Nejvyšší řadové domy se stavěly maximálně do 8 NP. Tato varianta se stavěla též ve věžovém provedení a to i mimo Ostravu, například v Praze. Nejvyšší věžové domy dosahovaly až 17 podlaží. Tato varianta je nejrozšířenější variantou v bývalém Severomoravském kraji.

### Východočeská varianta – T06B-E
Tato varianta se stavěla v bývalém Východočeském kraji, Lodžie u této varianty jsou 1,05 m hluboké a 0,75 m zapuštěné, tj. jsou mírně předsazené. Všechna okna na průčelí jsou stejně velká, na štítu jsou hubenější.

#### T06B-E/88
Jedná se o vylepšenou variantu -E, která se měla stavět od roku 1988, některé domy se však vystavěly již v letech 86-87. U této varianty došlo k tepelně-izolačním vylepšením a změnily se zde také dispozice sekcí. U této verze je stále lodžie mírně předsazená, ale mnohem méně než u varianty -E.

### Severočeská varianta – T06B-BU

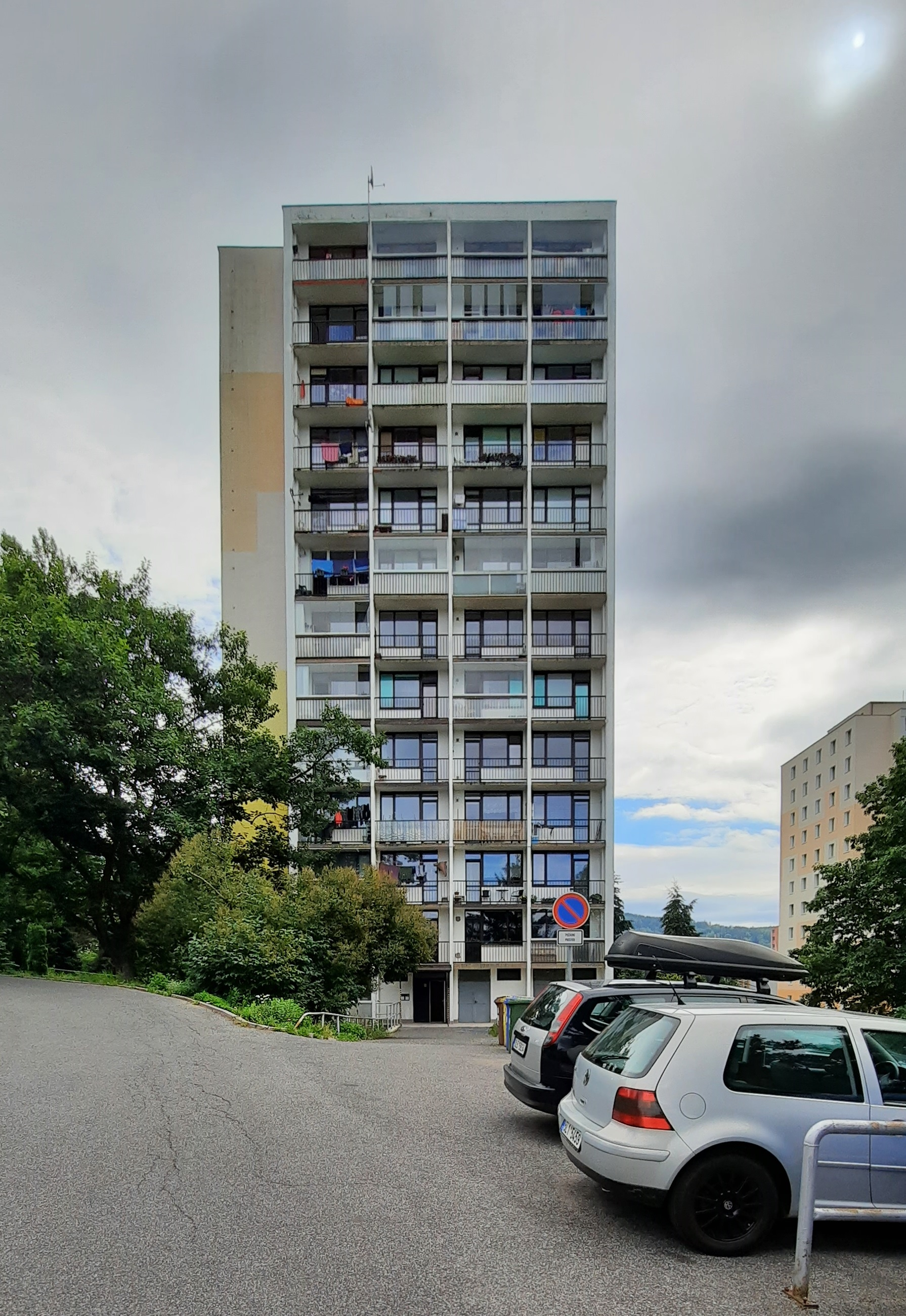
Severočeská varianta T06B

Tato varianta se vyznačuje parapetním obvodovým pláštěm, využívají se zde trojkřídlá okna a lodžie s mírně předsazenými podlahami. Komory pro byty jsou umístěny na chodbě v místě schodiště vedle lodžie. Tato varianta prošla v průběhu mnoha změnami, ve většině případů se jednalo o úpravy obvodového pláště.

#### T06B-BU-77
V této variantě došlo k vylepšení izolace, dále zde byly upraveny lodžie, kde je podlaha stále předsazená, ale předsazené jsou také bočnice lodžií. Tato varianta se stavěla až do roku 1988, kdy byla nahrazena konstrukcí OP 1.21.

#### Zvláštní typy
V severních Čechách se vyskytují též dvě zvláštní varianty věžových domů.
- První zvláštní varianta se vyskytuje výjimečně, největší hustota zástavby je v Železném Brodě, v menší míře i v Ústí nad Labem, Chomutově, Tanvaldě a některých dalších severočeských městech. Zvláštností této varianty je, že některé byty mají 3 lodžie, lodžií je tedy po obvodovém plášti více než bytů.[4]
- Druhou zvláštní variantou je též tzv. "Tanvaldská" varianta, kromě jedné Děčínské výjimky se jedná o variantu stavěnou v místech dnešního Libereckého kraje. Celkem se v této variantě postavilo 21 domů.[5]Foto Tanvaldské Varianty

#### T06B-KV

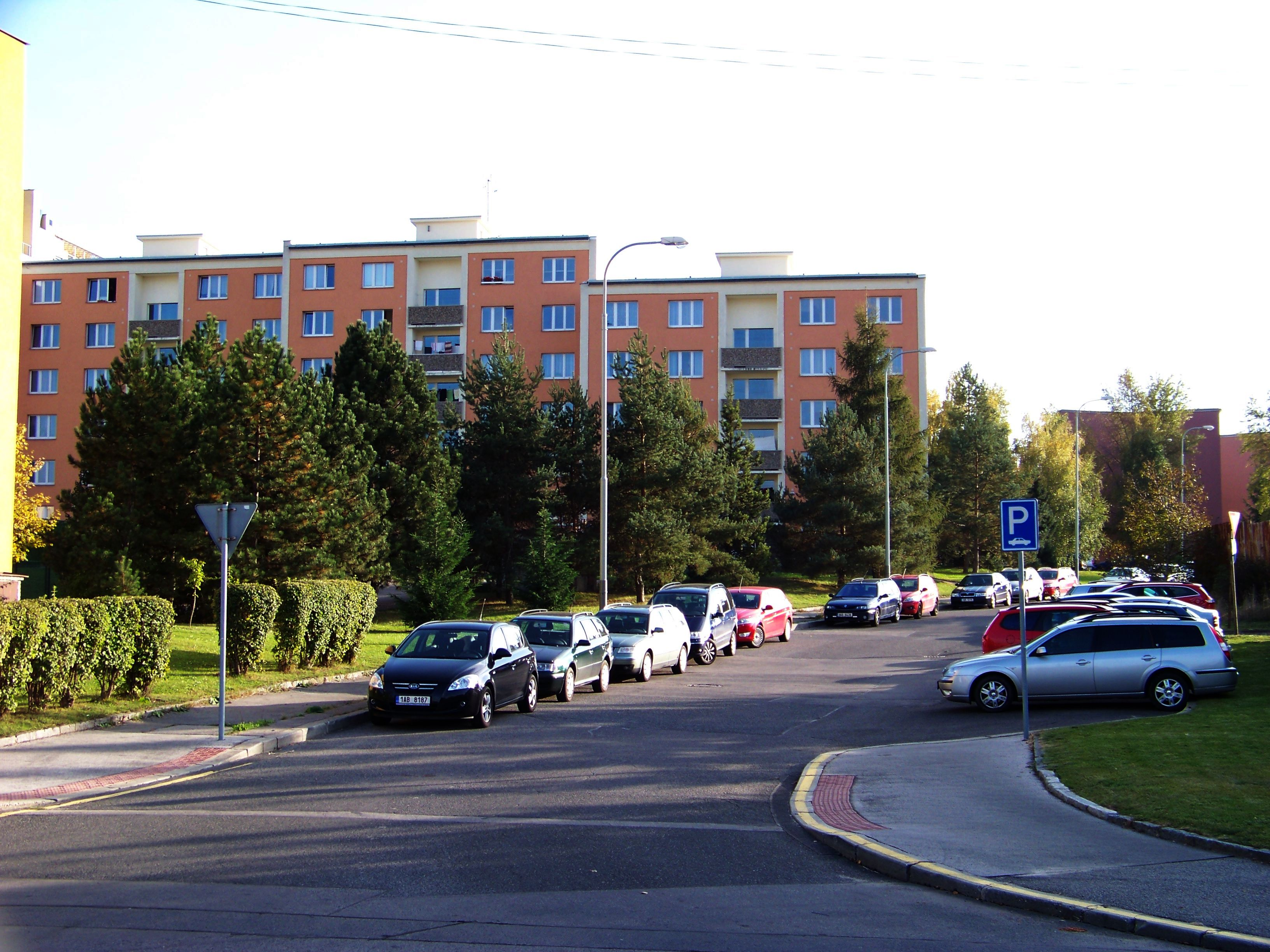
T06B-KV v Praze

V severních Čechách se také stavěla varianta -KV.

### Západočeské varianty

#### T06B-KV
Tato varianta patří k velmi rozšířeným po celé republice, vyskytuje se téměř v celých Čechách. Tato varianta má též velmi dobré rozpoznávací prvky. Lodžie jsou většinou 3 na patře, dvě na přední straně u krajů a jedna lodžie na druhé straně uprostřed s přístupem z chodby. Dále jsou zde využívána betonová zábradlí u balkonů. Na průčelí jsou trojkřídlá okna a na štítech dvoukřídlá okna. Lodžie jsou mírně předsazené.

#### T06B-PL

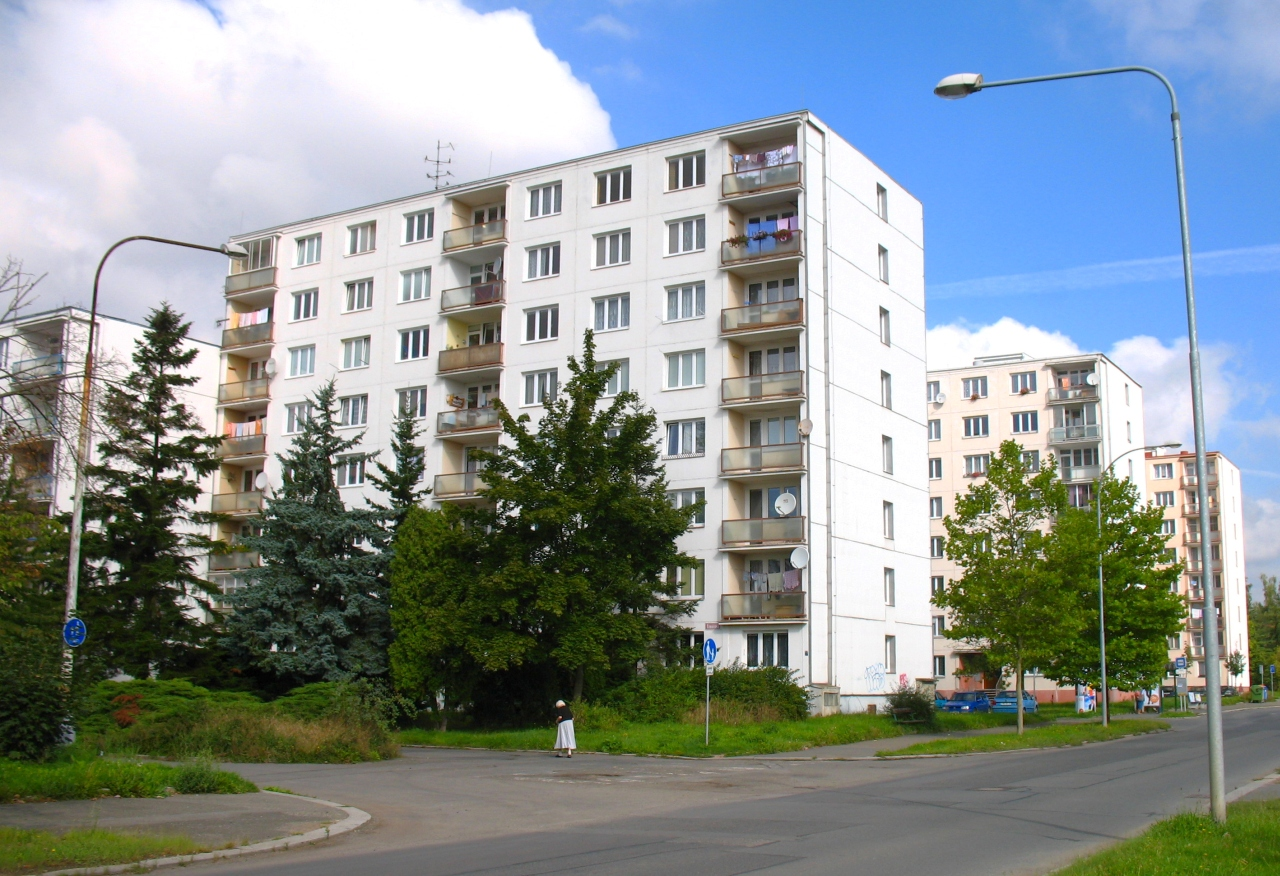
Plzeňská varianta T06B

Jedná se o čistě Plzeňskou variantu, která se, až na výjimky (např. Mnichovo Hradiště), nestavěla mimo západní Čechy, na rozdíl od varianty -KV. Lodžie jsou plně zapuštěné a mají ocelové zábradlí. Na chodbě je mezi komorami balkonové okno.

#### T06B-BU
V západních Čechách se také stavěla varianta -BU.

### Středočeská varianta – T06B-SČ
Tato varianta má tzv. technické podlaží, ve kterém nejsou byty. V technickém podlaží jsou sklepní kóje nebo kočárkárny. Lodžie jsou plně zapuštěné s přesazenou podlahou. Okna mají asymetrické členění křídel.

### Pražská varianta

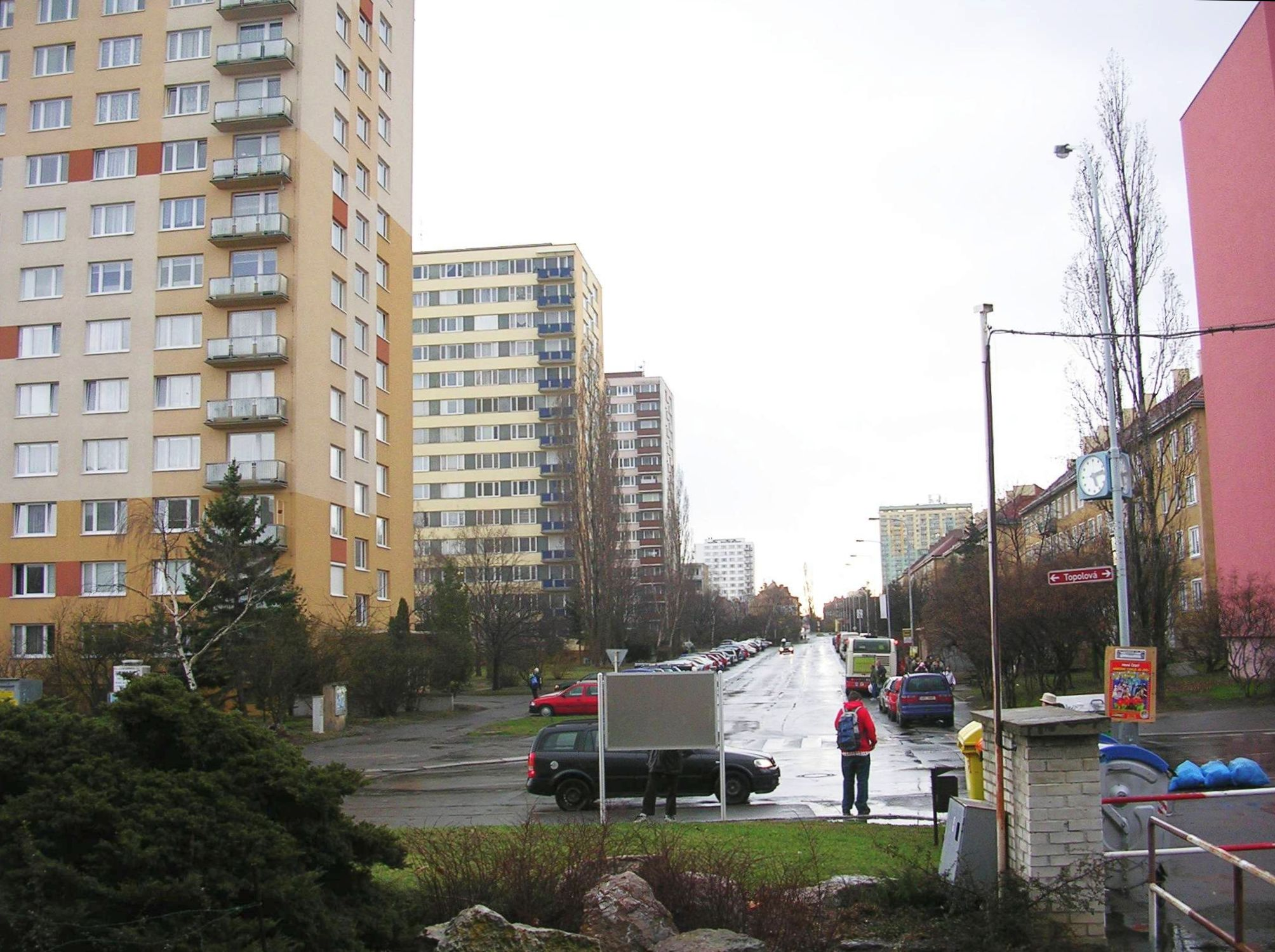
Pražská varianta T06B

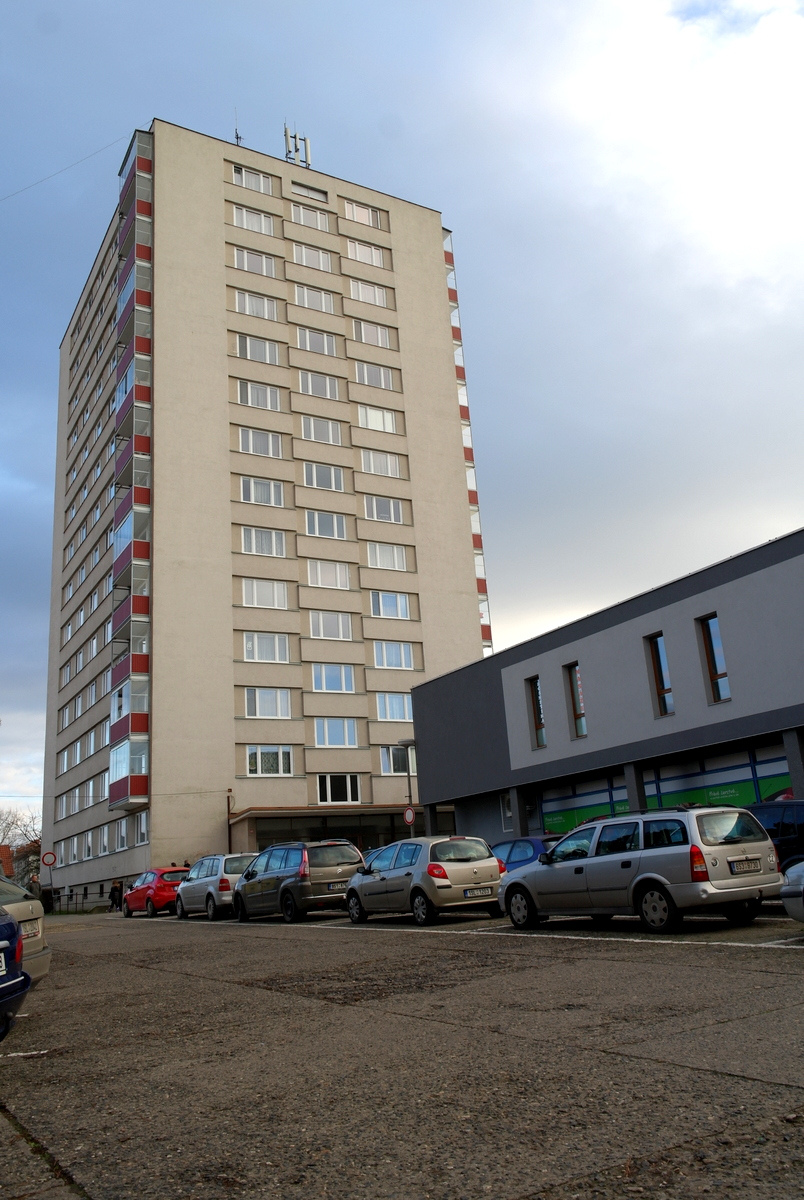
Jediný Pražský T06B mimo Prahu v Neratovicích

Tato varianta se stavěla pouze v Praze v letech 1965 až do 70. let. Jediný dům z této varianty mimo prahu je v Neratovicích. Tato varianta se stavěla pouze v podobě věžových domů a nikdy neprošla žádným vývojem. Počet podlaží je vždy 14 a na podlaží je 7 bytových jednotek, z toho 4 byty 3+1 a 3 garsoniéry. Každý z velkých bytů má zavěšený balkón. Tato varianta je velmi podobná Jihočeské variantě – JČ.